# Fünf Helden
Fünf Helden (Originaltitel The Sullivans respektive The Fighting Sullivans) ist ein US-amerikanisches biografisches Kriegsfilmdrama von Lloyd Bacon aus dem Jahr 1944. Die Hauptrollen sind mit Anne Baxter, Thomas Mitchell und Selena Royle besetzt.
Der Film basiert auf dem Leben der Sullivan-Brüder George, Francis, Joseph, Madison und Albert, die sich während der Schlacht um Guadalcanal im November 1942 an Bord des Kreuzers Juneau befanden und getötet wurden.
Edward Doherty und Jules Schermer waren mit der Originalgeschichte für einen Oscar nominiert.

## Handlung
Das irisch-amerikanische Ehepaar Thomas und Alleta Sullivan lebt in der kleinen Stadt Waterloo in Iowa, wo auch all ihre Kinder in der katholischen Kirche getauft wurden, darunter die Söhne George Thomas (1914), Francis „Frank“ Henry (1916), Joseph Eugene (1918), Madison „Matt“ (1919) und Albert Leo (1922). Die fünf Jungen, die noch eine Schwester haben, werden von ihrer Mutter liebevoll aufgezogen und auch ihr Vater, der bei der Eisenbahn arbeitet, führt sie mit Strenge aber durchaus auch mit viel Liebe.
Am Tag von Als Kommunion kommt es zu einem Zwischenfall bei einem Streit mit Nachbarskindern, bei dem Al seinen neuen Anzug ruiniert. Obwohl Alleta bestürzt ist über das Verhalten ihres Sohnes, erlaubt Pater Francis dem Jungen, an der Kommunion teilzunehmen. Später am Tag kommt es jedoch zu einem erneuten Zwischenfall, als die Sullivan-Jungen, die fast alles zusammen machen, ein kaputtes Boot zu flicken versuchen, indem sie die Löcher mit Schlamm zustopfen. Zwar bleibt das Boot erst einmal über Wasser, beginnt jedoch zu sinken, als es sich in der Mitte des Sees befindet. Al gerät in Not, wird jedoch mit Hilfe von Chiefie, dem Familienhund, von seinen Brüdern gerettet. Alleta Sullivan ist im Nachhinein noch zutiefst erschrocken über den Vorfall und nimmt ihren Söhnen das Versprechen ab, erst wieder als Erwachsene ein Boot zu betreten. Natürlich gibt es im Leben der Jungen weitere Vorkommnisse, die ihren Eltern nicht gefallen und Erziehungsmaßnahmen nach sich ziehen. Der Zusammenhalt der Familie steht für alle aber an erster Stelle.
Jahre sind vergangen, 1939 sind bis auf Al, der noch zur High School geht, alle der Schule entwachsen. Als der junge Mann die Bekanntschaft von Katherine Mary macht, verliebt er sich sofort in sie. Katherine Mary, einem Einzelkind, das bei seinem Vater lebt, ergeht es ebenso. Schon vertraut Al seiner Schwester Gen an, dass er Katherine Mary mit einem Verlobungsring überraschen wolle. Als Katherine Mary bei den Sullivans zum Abendessen eingeladen ist, necken Als Brüder das junge Mädchen und erzählen ihr, dass Al viele Freundinnen habe. Katherine Mary nimmt das für bare Münze und bricht daraufhin in Tränen aus und Al schaut ganz verzweifelt. Nachdem die Brüder erkannt haben, welchen Schaden sie angerichtet haben, entschuldigen sie sich im Beisein ihrer Eltern bei Katherine Mary. Es dauert nicht lange und Katherine Mary und Al sind verheiratet und erwarten zehn Monate später ihr erstes Kind.
Einige Monate später, der kleine Jimmy ist nun auf der Welt, sitzt die Familie am 7. Dezember 1941 vor dem Radio als die Meldung über den Angriff auf Pearl Harbor durchgegeben wird. Die Sullivan-Brüder, die einen Freund bei diesem Angriff verloren haben, beschließen nun um ihres Freundes willen der Navy beizutreten. Allerdings hat Al wegen seiner jungen Familie Bedenken, wird jedoch von Katherine Mary, die bemerkt hat, wie zerrissen er ist, bestärkt, seine Brüder zur Rekrutierungsbehörde zu begleiten. Die Brüder lassen Commander Robinson wissen, dass es ihnen wichtig sei, auf demselben Schiff zu dienen, wozu es dann, was nicht selbstverständlich ist, tatsächlich auch kommt. Die Briefe der Brüder von Bord des Kreuzers Juneau, die im Pazifik operiert, werden von ihren Eltern und Katherine Mary immer mit großer Ungeduld erwartet. Doch dann werden die Kämpfe im Pazifik intensiver, da eine Schlacht vor den Salomonen tobt, und eines Tages wird die Juneau getroffen. Vier der Brüder finden sich in dem Durcheinander auf ihrem Schiff und eilen in die Krankenstation, wo ihr Bruder George gerade ist. George besteht jedoch darauf, ihn zurückzulassen, was jedoch keine Option für die Brüder ist. Als sie ihren Bruder aus dem Bett heben wollen, geht eine gewaltige Erschütterung durch das Schiff und alles wird schwarz.
Commander Robinson überbringt den Sullivans und Katherine Mary die schlimme Nachricht, dass alle fünf Brüder in Ausübung ihres Dienstes getötet worden sind.

## Produktion

### Produktionsnotizen, Dreharbeiten
Produziert wurde der Film von The U.S.S. The Sullivans Inc. in Zusammenarbeit mit 20th Century Fox, von der der Film auch vertrieben wurde. Die Dreharbeiten erstrecken sich über den Zeitraum Anfang September bis Mitte November 1943 und fanden in Santa Rosa in Kalifornien und in den 20th Century Fox Studios statt. Für die Kostüme trug René Hubert die Verantwortung.
Laut The Hollywood Reporter wurde seinerzeit angekündigt, dass der Schriftsteller Jules Schermer auch als Produzent im Gespräch war. Das Magazin verbreitete auch, dass der Film in Zusammenarbeit mit der Navy und der Familie Sullivan entstanden sei und die Sullivans am Gewinn des Films teilhaben sollten. Aus späteren Berichten und Pressemitteilungen ist ersichtlich, dass die Sullivans, ihre Tochter Genevieve und ihre Schwiegertochter Katherine Mary, als Witwe, während der Dreharbeiten anwesend waren und als technische Berater fungierten. The Hollywood Reporter berichtete zudem, dass Produzent Jaffe auch die Dienste von Kaplan William Münster in Anspruch genommen habe, um den Dreharbeiten hinsichtlich der Hochzeitsszene von Al und Katherine Mary beratend beizuwohnen. In einer Studio-Pressemitteilung wurde darauf hingewiesen, dass Lt. Charles N. Wang, der vorgesetzte Offizier von George, und der Guadalcanal-Veteran Dr. JA Wickstrom vom Marine Corps als technischer Berater fungiert hätten.

### Besetzung
Da während des Krieges ein Mangel an verfügbaren Schauspielern herrschte, gestaltete sich die Suche von Jaffe und Robert T. Kane schwierig. Angefragte Schauspieler wie Dane Clark, Richard Crane, Hank Patterson und Jimmie Martin standen nicht zur Verfügung. Zu den Schauspielerinnen, die für die Rolle von Frau Sullivan in Betracht kamen zählten Phyllis Povah und Dale Winter. John Alvin wurde von Warner Bros. ausgeliehen. Der Film bedeutete für die Schauspieler John Campbell, James Cardwell, Nancy June Robinson, Marvin Davis und Billy Cummings ihre Leinwandpremiere. Von den zehn Schauspielern, die die Brüder Sullivan jeweils als Kinder und Erwachsene verkörperten, wurde nur Bobby Driscoll, der Al als Kind spielte, relativ bekannt. Edward Ryan, der als erwachsener Al zu sehen war, hatte nur eine Handvoll Rollen, die meistens noch nicht einmal im Abspann erwähnt wurden, darunter auch in Citizen Kane (1941). John Alvin, der den Matt spielte und George Offerman Jr., der als Joe agierte, hatten eine lange Karriere, spielten jedoch fast nur kleinere Rollen. In John Campbells Filmografie, er spielte den Frank, befinden sich nur drei weitere Filme. James Cardell, er war als George zu sehen, wurde bei einer Talentsuche entdeckt und bekam einen siebenjährigen Vertrag von 20th Century Fox, die Rechnung ging jedoch nicht auf, seine Karriere scheiterte. Er beging 1954 Selbstmord.
Der bekannteste Name im Film war der von Anne Baxter, die bereits in diesem Alter beeindruckende Rollen vorweisen konnte, darunter ihre Rolle in Orson Welles’ Filmdrama Der Glanz des Hauses Amberson. Thomas Mitchell, der den Patriarchen der Familie spielte, war ein angesehener Charakterdarsteller. Für seine Rolle in dem Western Ringo wurde er 1940 mit einem Oscar in der Kategorie „Bester Nebendarsteller“ ausgezeichnet.

### Musik im Film
- Greensleeves, traditionelle Weise, Arrangement: Cyril J. Mockridge
- Nora O’Neale, traditioneller irischer Song, Arrangement: wie zuvor
- Hoorah For Baffin’s Bay, Text: Vincent Bryan, Musik: Theodore Morse
- Hold Tight, Hold Tight (Want Some Seafood, Mama) von Jerry Brandow, Leonard Kent, Leonard Ware, Edward Robinson, Willie Spottswood, Buddy DeSylva
- Young Love, Musik: Alfred Newman
- Who Threw the Overalls in Mrs. Murphy’s Chowder? von George L. Giefer, gesungen von den Sullivan-Boys im Boot
- You’ll Never Know, Musik: Harry Warren
- Brautmarsch aus Lohengrin von Richard Wagner
- Eine kleine Nachtmusik (Allegro) von Wolfgang Amadeus Mozart, gespielt im Radio
- Chattanooga Choo Choo, Musik: Harry Warren, gespielt im Radio
- Anchors Aweigh, Militärmarsch von Charles A. Zimmermann, gespielt während und am Ende des Films

### Historie

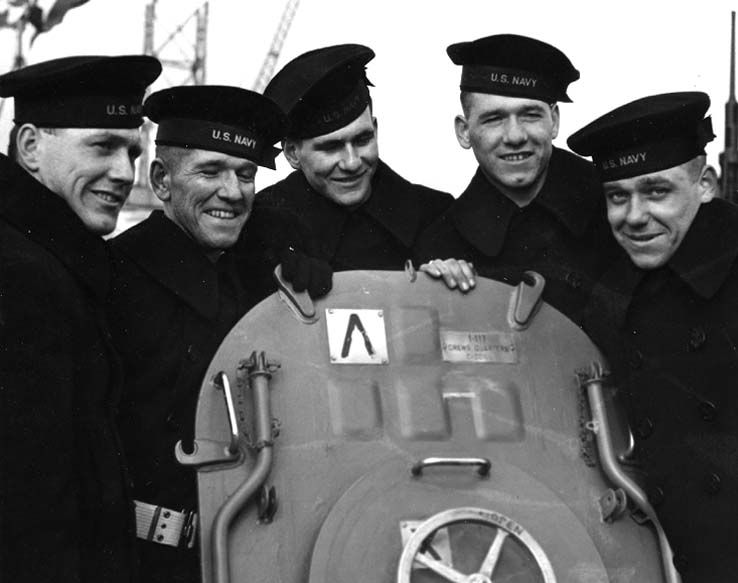
Die Sullivan-Brüder auf der Juneau

Die Sullivan-Brüder, auch The Fighting Sullivans genannt, dienten im Zweiten Weltkrieg an Bord des Kreuzers Juneau. Am 13. November 1942 starben vier der Brüder, als der Kreuzer vor Guadalcanal versenkt wurde, der fünfte Bruder starb weniger Tage später. Das US-amerikanische Kriegsministerium reagierte darauf, indem es die Sole Survivor Policy einführte, die besagt, dass Geschwister von gefallenen Soldaten zurückgeholt oder gar nicht erst in ein Kampfgebiet geschickt werden.
Die Sullivans, die einer irisch-katholischen Familie aus Waterloo in Iowa entstammten, bestanden aus:
- George Thomas Sullivan (* 14. Dezember 1914)
- Francis „Frank“ Henry Sullivan (* 18. Februar 1916)
- Joseph „Joe“ Eugene Sullivan (* 28. August 1918)
- Madison „Matt“ Abel Sullivan (* 8. November 1919)
- Albert „Al“ Leo Sullivan (* 8. Juli 1922)

Die Eltern der Brüder waren Tom und Alleta Sullivan. Neben ihren fünf Söhnen hatten sie noch zwei Töchter, von denen eine bereits im Kindesalter an einer Lungenentzündung starb. Der Tod von fünf Söhnen innerhalb einer Familie durch Kampfhandlungen im Zweiten Weltkrieg war der größte Verlust den eine einzelne Familie zu verkraften hatte. Die gesamte Nation trauerte um sie.

### Veröffentlichung
Der Film hatte am 9. Februar 1944 in New York Premiere, in Los Angeles erfolgte seine Erstaufführung am 23. Februar 1944. Zwei Monate nach seiner ersten Veröffentlichung wurde der Filmtitel in The Fighting Sullivans geändert. In der New York Times wurde berichtet, dass das Ehepaar Sullivan bei der Filmpremiere in New York anwesend war und Kriegsanleihen in der Lobby verkauft habe.
In Mexiko erfolgte eine Veröffentlichung im Oktober 1944. 1945 wurde der Film in folgenden Ländern veröffentlicht: Portugal, Argentinien, Schweden, in den Niederlanden (Utrecht), in Dänemark, Frankreich und in Belgien (Brüssel) und 1946 in Österreich und Finnland, in Deutschland wurde er 1947 veröffentlicht. Zudem war zu sehen in Brasilien, Griechenland, Ungarn, Italien, Polen, der Sowjetunion und in Spanien.

## Rezeption

### Kritik
Die seinerzeitigen Kritiken für den Film gingen respektvoll mit dem tragischen und patriotischen Thema um.
Bosley Crowther von der New York Times schrieb, die Geschichte über die fünf Brüder aus Waterloo, Iowa, sei zutiefst berührend wegen der persönlichen Opferbereitschaft. Es sei auch die Geschichte typischer Amerikaner, bei denen Heimat- und Familienliebe den Mittelpunkt ihres Lebens bilde. Es sei eine Geschichte darüber, warum die Sullivans sich zum Kampf gemeldet hätten aber nicht über das wie. Weiter schrieb Crowther, der Film gehe mit Humor und ehrlichem Gefühl auf die menschliche Natur ein. Der Kritiker lobte auch die jungen unbekannten Schauspieler, die alle gut seien, besonders Edward Ryan als Al, der jüngste der Sullivan-Brüder. Buddy Swan der den ältesten Bruder George spiele, sei der beste unter ihnen in der Kindheitsphase. Thomas Mitchell gebe als zutiefst liebender Vater eine feine Leistung ab und Selena Royle sei sehr mütterlich. Anne Baxter spiele ihre Rolle ansprechend. Alles in allem könne man den liebenswerten Film nur empfehlen.
Virgile Dumez führte auf der Seite avoir-alire aus, dies sei ein wunderschönes Melodrama, ein ergreifender Propagandafilm, der von einer rührenden Geschichte getragen und von einem brillanten Regisseur geleitet werde. Dank begabter Kinder und in der Folge junger unbekannter Schauspieler, einschließlich der schönen Anne Baxter, gelinge es dem Filmemacher, ein Stück Leben zu evozieren, das tief berühre und manchmal an den großartigen Film von Robert Redford Aus der Mitte entspringt ein Fluß erinnere.
Glenn Erickson von DVD talk war der Ansicht, der sentimentale Film fungiere weniger als Verteidigung für die Kriegspolitik der USA als als kollektives Denkmal für verlorene Kriegsveteranen. Die Sullivans seien sofort ein Symbol für Patriotismus und amerikanische Werte geworden, sodass sich der große Verlust insoweit ins Positive verkehrt habe.
Der Filmkritiker Matt Hinrichs sprach von einer seltsamen Mischung aus Nostalgie und böser Vorahnung, der den Film zu einer Kuriosität mache, meinte jedoch auch, angesichts der Sensibilität, mit der ein solches Thema zu behandeln sei, hätte auch er nicht gewusst, wie man es besser hätte machen können. Weiter führte er aus, tatsächlich hätten zwei der Brüder den japanischen Angriff auf die USS Juneau überlebt, einer davon sei in einem Rettungsboot gestorben, der andere habe sich im Delirium in den Ozean gestürzt. Aber könne man sich das auf der Leinwand vorstellen? Abschließend bescheinigte Hinrichs dem Film, eine der großen Tragödien des Zweiten Weltkriegs als herzerwärmendes, patriotisches Melodrama dargestellt zu haben.

### Auszeichnung
Edward Doherty und Jules Schermer waren auf der Oscarverleihung 1945 in der Kategorie „Beste Originalgeschichte“ für einen Oscar nominiert, der jedoch an Leo McCarey und das Filmdrama Der Weg zum Glück ging.

### Nachwirkung
Der Film soll Steven Spielberg zu seinem Filmdrama Der Soldat James Ryan inspiriert haben. Ein Lied der Alternative-Rock-Band Caroline’s Spine mit dem Titel Sullivan, das 1997 zum größten Erfolg der Gruppe wurde, beschreibt die Trauer von Alleta Sullivan.